# Europa (werelddeel)
Europa is het werelddeel dat zich bevindt ten westen van het werelddeel Azië en ten noorden van het werelddeel Afrika. Het wordt eveneens begrensd door de Middellandse Zee, de Noordelijke IJszee en de Atlantische Oceaan. Het werelddeel Europa telde midden 2019 ongeveer 746 miljoen inwoners: circa 11% van de totale wereldbevolking. Daarmee is het wat bevolking betreft het op twee na grootste werelddeel (na achtereenvolgens Azië en Afrika). Qua landoppervlakte is het het op een na kleinste werelddeel (circa 6,8 procent).
Europa heeft sinds eeuwen eigen culturele kenmerken en heeft daarvoor heel wat te danken aan contact met andere culturen en invloeden uit het Midden-Oosten en Azië, alsook uit de voormalige koloniale gebieden elders in de wereld. De basis van de Europese cultuur wordt onder andere gevormd door de culturele en religieuze erfenis afkomstig van de Grieks-Romeinse tijd – deels indirect via de Arabische Wereld en Perzië – het christendom, de renaissance, het 16e-eeuwse humanisme, het politieke en wetenschappelijke denken van de Verlichting en de Franse Revolutie. Europa's rijke en dynamische materiële cultuur komt onder meer tot uiting in de bloei van muziek, beeldhouwkunst en schilderkunst maar blijkt ook uit de vele hogescholen, universiteiten, archieven en musea.

## Geografie

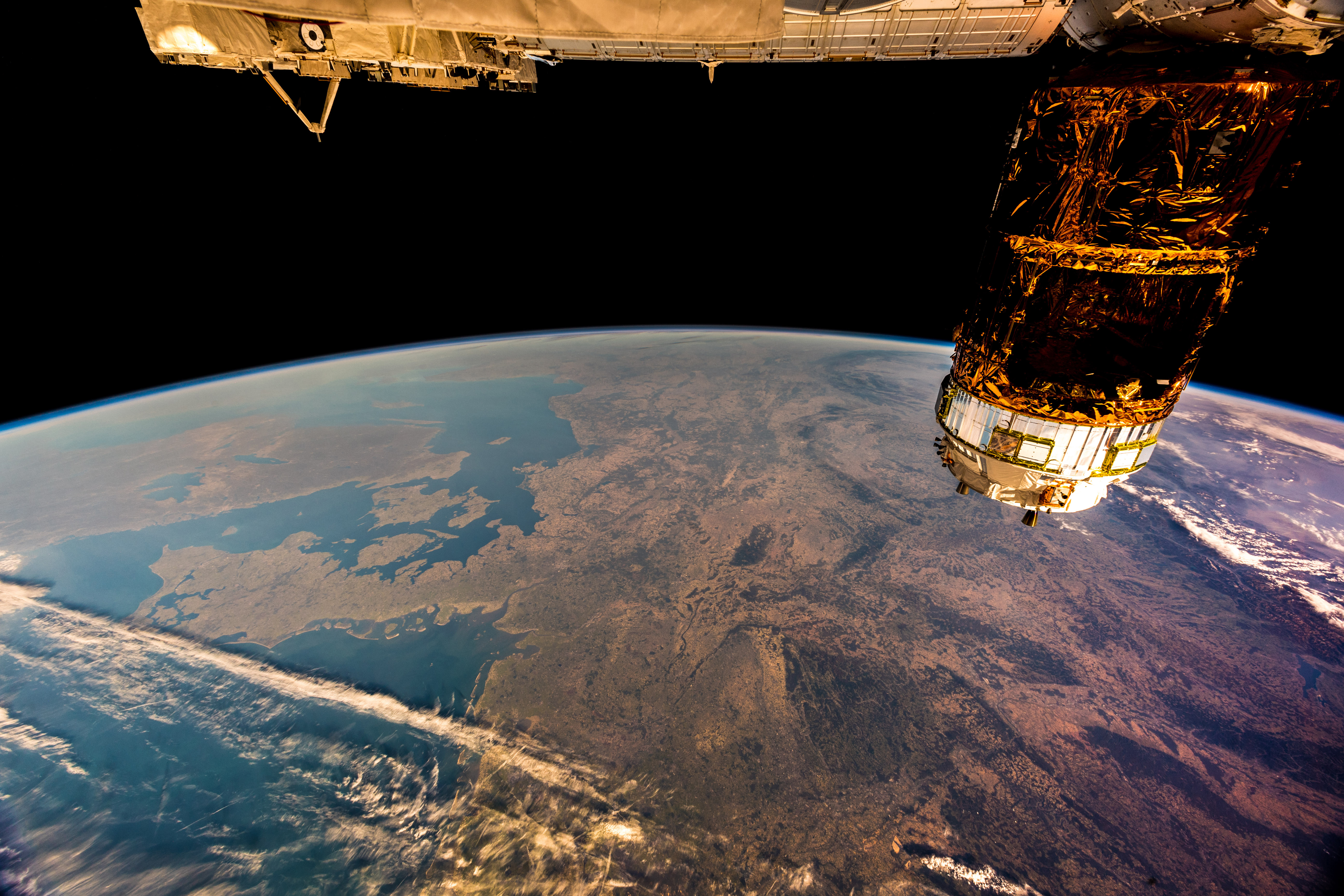
Ontbossing in Europa

### Omvang
Wat betreft oppervlakte is Europa het op een na kleinste werelddeel (na Australië). In totaal beslaat het een gebied van 10.400.000 km². In oost-westrichting zijn de uitersten IJsland en Nova Zembla, in noord-zuidrichting zijn dat Frans Jozefland en Kreta, of het iets zuidelijker gelegen eilandje Gavdos, dat onder de bestuursregio Kreta valt. Het werelddeel kan worden verdeeld in drie hoofddelen: een romp die ruwweg bestaat uit Oekraïne, Wit-Rusland en de Baltische staten en het Russisch gebied ten westen van de Oeral, een Scandinavisch schiereiland en een Europees schiereiland. Het schiereiland Europa, dat in het oosten begrensd wordt door de kortste verbindingslijn (van Kaliningrad tot Odessa) tussen de Oostzee en de Zwarte Zee, is iets groter dan het Arabisch Schiereiland, en vertakt op zijn beurt weer in kleinere schiereilanden zoals het Iberische (Spanje en Portugal), het Apennijnse (de 'laars' van Italië), de Balkan (Griekenland) en Jutland (Denemarken).
Europa wordt in dit artikel gedefinieerd als:
- het Europese vasteland;
- de eilanden op het Europees continentaal plat (de Britse Eilanden worden tot Europa gerekend);
- eilanden die niet op het Europees continentaal plat liggen, maar om bijvoorbeeld culturele redenen beschouwd worden als behorend tot Europa.

De waterscheiding in het gebergte de Oeral, de rivier de Oeral, de Kaspische Zee, de waterscheiding in het gebergte de Grote Kaukasus, de Zwarte Zee, de Bosporus, de Zee van Marmara, de Dardanellen en de Egeïsche Zee worden meestal gezien als de Europees-Aziatische grens.
Soms worden landen of gebieden buiten deze grens om politieke of culturele reden ook tot Europa gerekend, zoals de Griekse eilanden voor de Turkse kust, het Aziatische eiland Cyprus, de landen van de Zuidelijke Kaukasus (Armenië, Azerbeidzjan en Georgië), het Noord-Amerikaanse eiland Groenland en de Canarische Eilanden voor de Afrikaanse kust.

### Kenmerken
Europa heeft meerdere berggebieden, waaronder de Pyreneeën, de Alpen, de Karpaten, de Balkan en een deel van de Kaukasus. Al deze gebergtes maken deel uit van een keten van Tibet tot aan Noord-Afrika, die ontstond tijdens de Alpiene orogenese, toen de Afrikaanse Plaat en de Indische Plaat op de Euraziatische Plaat botsten. Het ontbrekende deel van de keten, tussen de Kaukasus en het Balkangebergte, is het Pontisch Gebergte in Noord-Anatolië. De enige huidige berggebieden in Europa die niet tijdens de Alpiene orogenese zijn ontstaan zijn het Scandinavisch Hoogland en de Oeral, op de oostgrens in Rusland. Het hoogste punt is de Elbroes (5642 m), nabij de grens van Georgië en Rusland in de Kaukasus. De Kaspische Zee ligt op 28 meter onder zeeniveau; het laagste bovengrondse punt van Europa bevindt zich in de Duitse bruinkoolafgraving Hambach, 299 meter onder NAP. Tussen het bergachtige Scandinavisch Schiereiland in het noorden en de Alpen in het zuiden ligt het Midden-Europese Hoogland dat door de grote Europese Vlakte wordt omringd, zich uitstrekkend van de Atlantische kust van Frankrijk tot aan de Oeral.
Een groot deel van deze vlakte, die door minder prominente berggroepen en heuvels wordt onderbroken, heeft vruchtbare landbouwgrond; in het oosten en het noorden zijn er enorme steppen, bos, meren en toendragebieden.

### Indeling
Europa kan in de volgende geografische gebieden worden onderverdeeld:
- Centraal-Europa (de Alpenlanden en de Visegrádgroep)
- Noord-Europa (Scandinavië en de Baltische Staten of Balticum)
- Oost-Europa (Rusland en andere (deels) Russischtalige landen)
- Zuidoost-Europa (de Balkan en de Kaukasus)
- Zuid-Europa (het Iberisch Schiereiland, het Apennijns Schiereiland en de eilanden van de Middellandse Zee)
- West-Europa (Frankrijk, de Benelux en de Britse Eilanden)

Dit is echter geen universele onderverdeling en verschillende bronnen hanteren (soms sterk) verschillende indelingen.

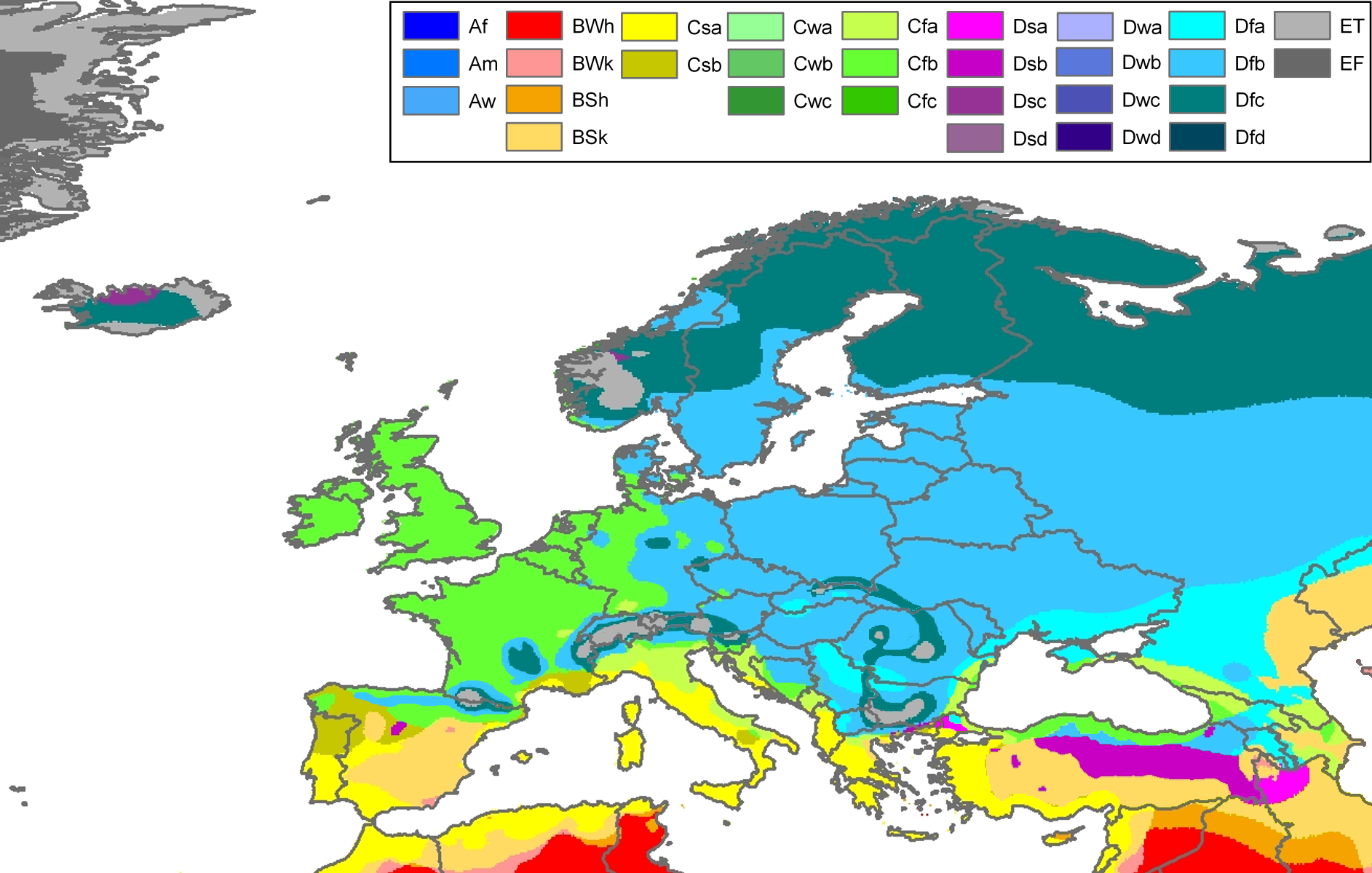
Kaart uit 2007 van de klimaatclassificatie van Köppen-Geiger

### Klimaat
Het klimaat van Europa loopt uiteen van subtropisch tot een poolklimaat. Het mediterraan klimaat in het zuiden is droog en warm. De westelijke en noordwestelijke delen hebben een mild, over het algemeen vochtig klimaat, dat door de wind vanuit de Atlantische Oceaan wordt beïnvloed. In Midden- en Oost-Europa is het klimaat van een vochtig continentaal type, met koele zomers. Het klimaat is milder in vergelijking met andere gebieden op dezelfde breedtegraad door de invloed van de Golfstroom. De Golfstroom zorgt niet alleen voor warmer water langs de kusten van Europa, maar zorgt er ook voor dat de heersende westenwind wordt opgewarmd. Daardoor is de gemiddelde jaartemperatuur in Napels 16 °C, terwijl die slechts 12 °C is in New York dat op nagenoeg dezelfde breedtegraad ligt. Berlijn, Calgary en Irkoetsk liggen globaal op eenzelfde breedtegraad. De gemiddelde temperatuur in januari is daarentegen in Berlijn ongeveer 8 °C dan die in Calgary en bijna 22 °C hoger dan die in Irkoetsk.

### Biodiversiteit

Biogeografische kaart van Europa

De aanwezigheid en activiteiten van de mens gedurende duizenden jaren hebben de Europese dieren en planten sterk beïnvloed. Met uitzondering van Fennoscandinavië, Noord-Rusland en diverse nationale parken zijn er maar weinig gebieden van ongerepte wildernis in Europa.
Waarschijnlijk was 80 tot 90 procent van Europa ooit bedekt door bos. Het strekte zich uit van de Middellandse Zee naar de Noordelijke IJszee. Hoewel meer dan de helft van de oorspronkelijke bossen in Europa door ontbossing door de eeuwen is verdwenen, heeft Europa nog steeds meer dan een kwart van zijn grondgebied bedekt met bos, zoals de taiga van Scandinavië en Rusland, gemengde regenwouden van de Kaukasus en de kurkeikbossen in het westen van het Middellandse Zeegebied. In veel gevallen betreft het monocultuur plantages van naaldbomen die het van oorsprong gemengde bos vervangen, omdat deze sneller groeien. De plantages bedekken nu uitgestrekte gebieden van het land, maar bieden een minder goede leefomgeving voor een groot aantal in Europese bossen levende organismen, die een mengsel van boomsoorten en gevarieerde bosstructuur vereisen. De hoeveelheid natuurlijke bossen in West-Europa is slechts 2 tot 3% of minder en in Europees Rusland 5 tot 10%. Het land met het kleinste percentage bebost gebied is IJsland (1%), terwijl het meest beboste land Finland (77%) is.

## Geologie

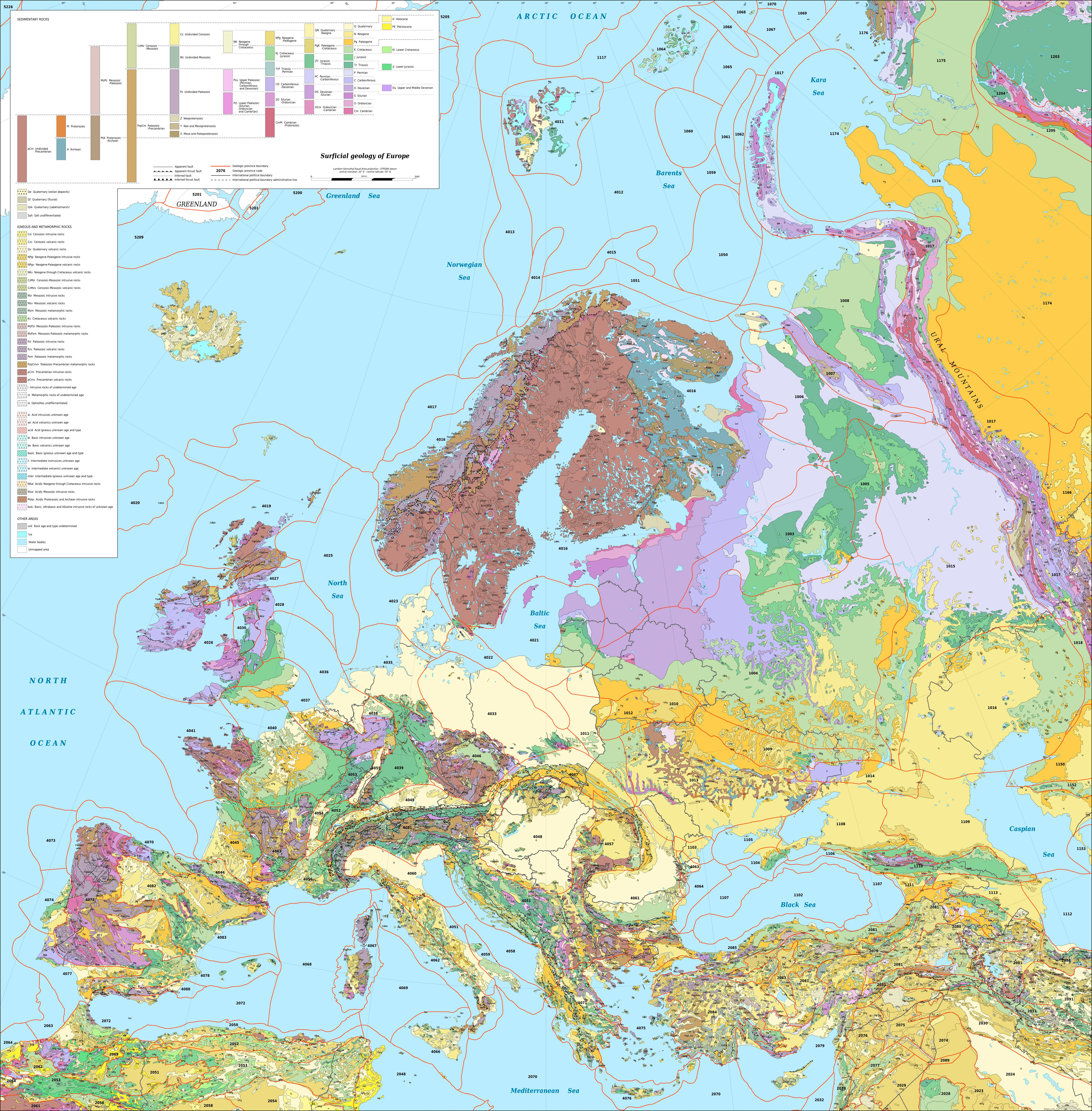
Gedetailleerde geologische kaart van Europa

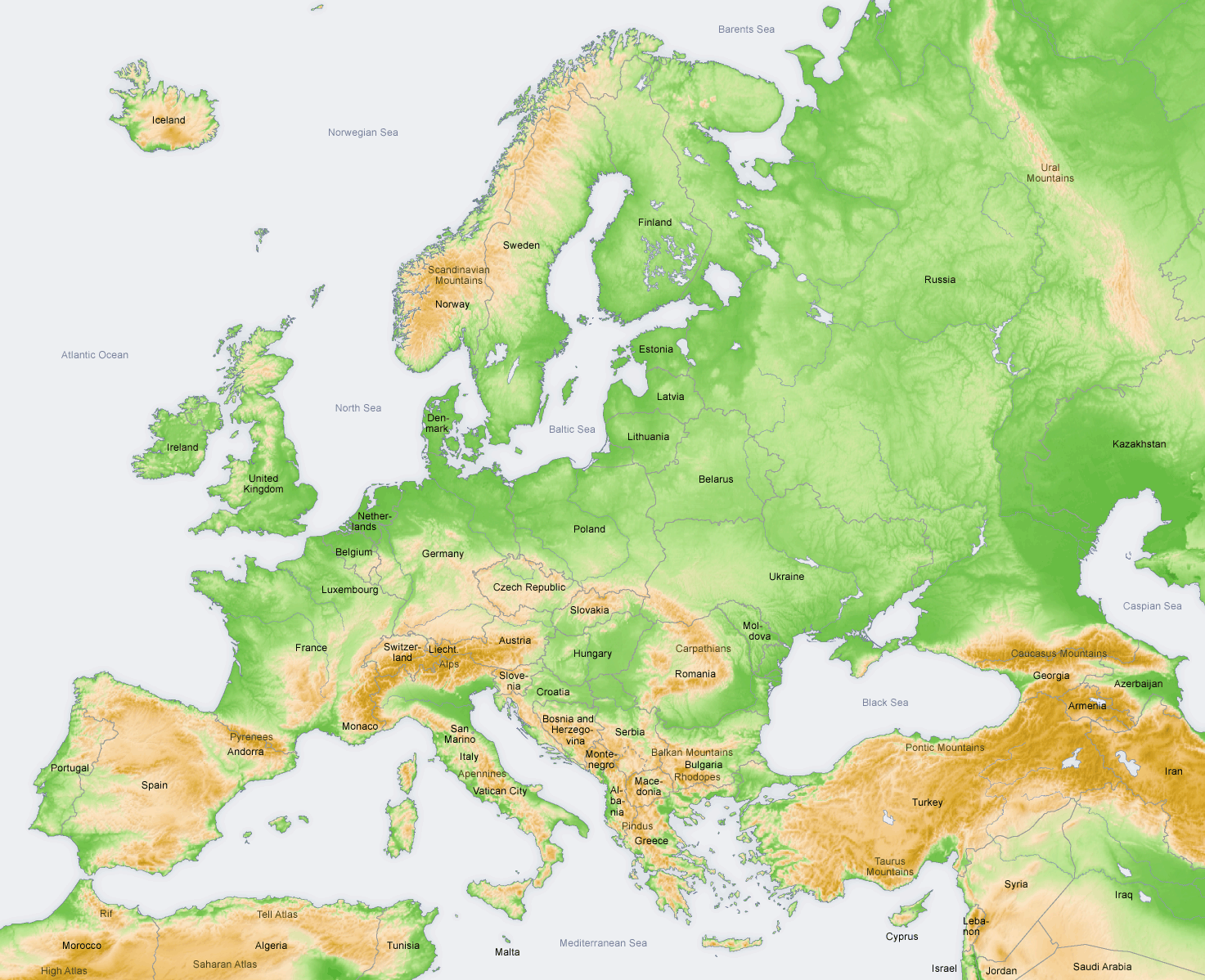
Reliëfkaart van Europa

### Opbouw van Europa
De continentale korst onder Europa bestaat uit in de loop van de geologische geschiedenis bij elkaar gekomen delen. In het noordoosten ligt het Baltisch Schild, een kraton (= een stabiel, oud stuk korst) dat uit het Archeïcum stamt (minstens 2,5 miljard jaar geleden). Dit kraton beslaat het noorden van Scandinavië, Karelië en Finland. Tijdens het Proterozoïcum (2,5-0,55 miljard jaar geleden) groeide dit kraton uit tot het continent Baltica. Baltica vormde de kern waar andere terreinen aan vast zouden komen te liggen dankzij de platentektoniek.
Na de vorming van Baltica zijn er in Europa drie belangrijke perioden van gebergtevorming geweest:
- De Caledonische orogenese (500-390 miljoen jaar geleden) zorgde voor het samenkomen van Baltica met Laurentia (nu bekend als Noord-Amerika) en het kleine continent Avalonia, en is vooral in Scandinavië en op de Britse Eilanden terug te vinden. Tegelijkertijd kwam Europa aan Siberia vast te liggen door de vorming van de Oeral.
- De Hercynische orogenese (380-300 miljoen jaar geleden) zorgde ervoor dat een groot aantal kleine stukken continent, die het midden van Europa zijn gaan vormen, aan het continent vast kwamen te liggen. Deze orogenese is in de Ardennen en veel andere middelgebergtes van Midden-Europa en op het Iberisch Schiereiland terug te vinden. Aan het einde van de Hercynische orogenese lagen alle continenten aan elkaar vast, verenigd in het supercontinent Pangea. Vanaf 250 miljoen jaar geleden bewegen de continenten weer uit elkaar. De Atlantische Oceaan ten westen van Europa is sindsdien ontstaan. Van de gebergtes die tijdens deze twee fasen gevormd werden, is door erosie niets meer overgebleven. Het reliëf in Noord- en Centraal-Europa is van later datum.
- De derde grote fase van gebergtevorming is de Alpiene orogenese (vanaf 80 miljoen jaar geleden), die veroorzaakt wordt door het noordwaarts bewegen van de Afrikaanse Plaat. De Alpiene orogenese heeft de grote gebergten van Zuid-Europa gevormd: de Pyreneeën, de Betische Cordillera, de Alpen, de Karpaten, de Apennijnen, de Dinarische Alpen, de Helleniden en de Rhodopen. Tijdens deze fase ontstonden de Balkan en het Apennijns Schiereiland, ook kwam het Iberisch Schiereiland op zijn huidige plek te liggen. Tegelijkertijd werden er ook bekkens gevormd: het westelijk deel van de Middellandse Zee en de Grote Hongaarse Laagvlakte zijn bijvoorbeeld intramontane bekkens. De Zwarte Zee en de oostelijke Middellandse Zee zijn overblijfselen van de oceaan die zich eerder tussen Europa en Afrika bevond.

### Tektoniek en vulkanisme
De platentektoniek zorgt nog steeds voor geologische activiteit. Europa is onderdeel van de Euraziatische Plaat, die in het zuiden grenst aan de Afrikaanse Plaat. De bewegingen van deze twee platen ten opzichte van elkaar zorgen voor vulkanisme en aardbevingen in Italië en op de Balkan. De Anatolische Plaat beweegt op het vasteland van Griekenland in, wat voor aardbevingen in de Balkan en Turkije zorgt.
De Euraziatische Plaat grenst in de Atlantische Oceaan aan de Noord-Amerikaanse Plaat bij de Mid-Atlantische Rug. Ook hier komen aardbevingen en vulkanisme voor, maar dit blijft ver verwijderd van het vasteland van Europa, op één uitzondering na: het eiland IJsland, dat precies op de plaatgrens ligt. IJsland bestaat vanwege deze bijzondere geologische situatie vrijwel uitsluitend uit vulkanisch gesteente.
Ook binnen het continent Europa bevinden zich tektonisch actieve structuren waarlangs aardbevingen voorkomen. Een voorbeeld daarvan is de Roerdalslenk.

## Economie
Europa is het meest geïndustrialiseerde continent op aarde. De grootste industriezones worden gevonden in West- en Midden-Europa, Engeland, Noord-Italië, Oekraïne, en Europees Rusland. Landbouw, bosbouw (in Noord-Europa) en visserij (langs de Atlantische kust) zijn ook belangrijk. Europa heeft een grote verscheidenheid aan mineralen: steenkool, ijzererts en zout zijn overvloedig aanwezig. Olie en gas worden gevonden in Oost-Europa en onder de Noordzee. Voor de opwekking van elektriciteit wordt vooral steenkool, kernenergie, windkracht en zonne-energie gebruikt.
Na de val van het communisme in Oost-Europa in 1991 namen de staten in het oosten het vrijemarktsysteem over. In sommige staten – zoals Polen, Hongarije, Estland en Slovenië – groeide de economie daarna vrij snel. Andere staten – zoals Oekraïne en Rusland – hadden hiervoor meer tijd nodig.
Oost- en West-Duitsland werden in 1990 herenigd. Door de hoge herbouwkosten van met name de infrastructuur in het oosten haperde de West-Duitse economie.
Rond 2000 domineerde de EU de economie van Europa met de op dat moment vijf grootste economieën van Europa, te weten Duitsland, het Verenigd Koninkrijk, Frankrijk, Italië en Spanje. In 1999 vormden 12 van de 15 landen de eurozone en vervingen hun nationale munten door de gemeenschappelijke euro. De overige drie, die ervoor kozen om buiten de eurozone te blijven, zijn het Verenigd Koninkrijk, Denemarken en Zweden.
De eurozone kwam voor het eerst officieel in recessie in het derde kwartaal van 2008: de Kredietcrisis. Die begon in de Verenigde Staten op het eind van de jaren 2000 en verspreidde zich daarna snel door het grootste deel van de eurozone. De officiële werkloosheidscijfers stegen in mei 2009 naar 9,5%. Vooral de jongeren werden hierbij hard getroffen met een percentage van 18,34 in de leeftijdscategorie van 15 tot 24 jaar.
In het begin van de jaren 2010 werd gevreesd voor een nationale schuldcrisis in sommige landen van Europa, zijnde Italië, Griekenland, Ierland, Portugal en Spanje. Vooral voor Griekenland zijn vervolgens speciale maatregelen getroffen door de leidende landen binnen Europa.

## Bevolking
De dichtst bevolkte delen van Europa zijn de locaties waar in de late middeleeuwen opnieuw (na de val van het Romeinse Rijk) steden ontstonden door internationale handel; met name in de Lage landen, reikend tot aan delen van Noord-Frankrijk en West-Duitsland, en in Noord-Italië. Andere concentraties zijn te vinden langs de Donau in Oost-Europa en langs delen van de kust van de Middellandse Zee. De dunst bevolkte delen van Europa liggen in Rusland en Scandinavië, alsmede delen van Centraal-Frankrijk en de binnenlanden van Spanje.
Het is niet precies bekend wanneer de eerste mensen het Europese schiereiland hebben bereikt. Vermoed wordt dat dit over de (toen nog dichte) Bosporus is gebeurd, de zeestraat die Europees en Aziatisch Turkije scheidt. Daarna zouden zij langs de kust en de rivieren van de Balkan verder het werelddeel in zijn getrokken. In Europa leefden toen ook andere mensachtigen, die door de homo sapiens werden verdrongen.
Voordat de Indo-Europeanen enkele duizenden jaren geleden naar Europa trokken, leefden er andere volkeren, zoals Semitische Berbers op het Iberisch Schiereiland en langs de Atlantische kust. Waarschijnlijk leefden er Oeraalse volkeren in een veel groter deel van Scandinavië en Oost-Europa. Het is niet bekend of de Basken een relatie hebben met andere pre-Indo-Europese culturen die in Europa aanwezig waren.

### Taal
De Europese talen vallen grotendeels binnen drie Indo-Europese taalgroepen: de Romaanse talen, de Germaanse talen en de Slavische talen. De Romaanse talen worden gesproken in het zuidwesten van Europa en in Roemenië en Moldavië, in Centraal- en Oost-Europa. Germaanse talen worden gesproken in Noordwest-Europa en sommige delen van Centraal-Europa. Slavische talen worden gesproken in Centraal-, Oost- en Zuidoost-Europa. Daarnaast zijn er enkele kleine Indo-Europese talen in Europa zoals het Grieks, Albanees, Ossetisch en Armeens die niet tot een van deze groepen behoren. De Iraanse talen waren voor lange tijd aanwezig in delen van Oost-Europa zoals in de Balkan, Oekraïne en de Kaukasus. Zij werden daar zo'n 2000 jaar geleden uiteindelijk verdrongen door met name de Slavische talen en het Grieks.
Naast Indo-Europese talen zijn er nog twee andere grote taalfamilies in Europa; de Turkse talen, voornamelijk gesproken in de Balkan, de Krim en de Kaukasus, en de Fins-Oegrische talen in Hongarije en ten noordoosten van de Oostzee. Het Maltees is een Semitische taal en het Baskisch is een isolaat, deze twee talen hebben geen verband met andere talen die in Europa worden gesproken. Ten slotte worden in het Kaukasusgebergte nog enkele talen gesproken waarvan de classificatie nog niet duidelijk is.
Meertaligheid en de bescherming van regionale en minderheidstalen zijn erkende politieke doelen in het Europa van vandaag. De Raad van Europa ratificeerde het Kaderverdrag inzake de bescherming van nationale minderheden.

## Geschiedenis

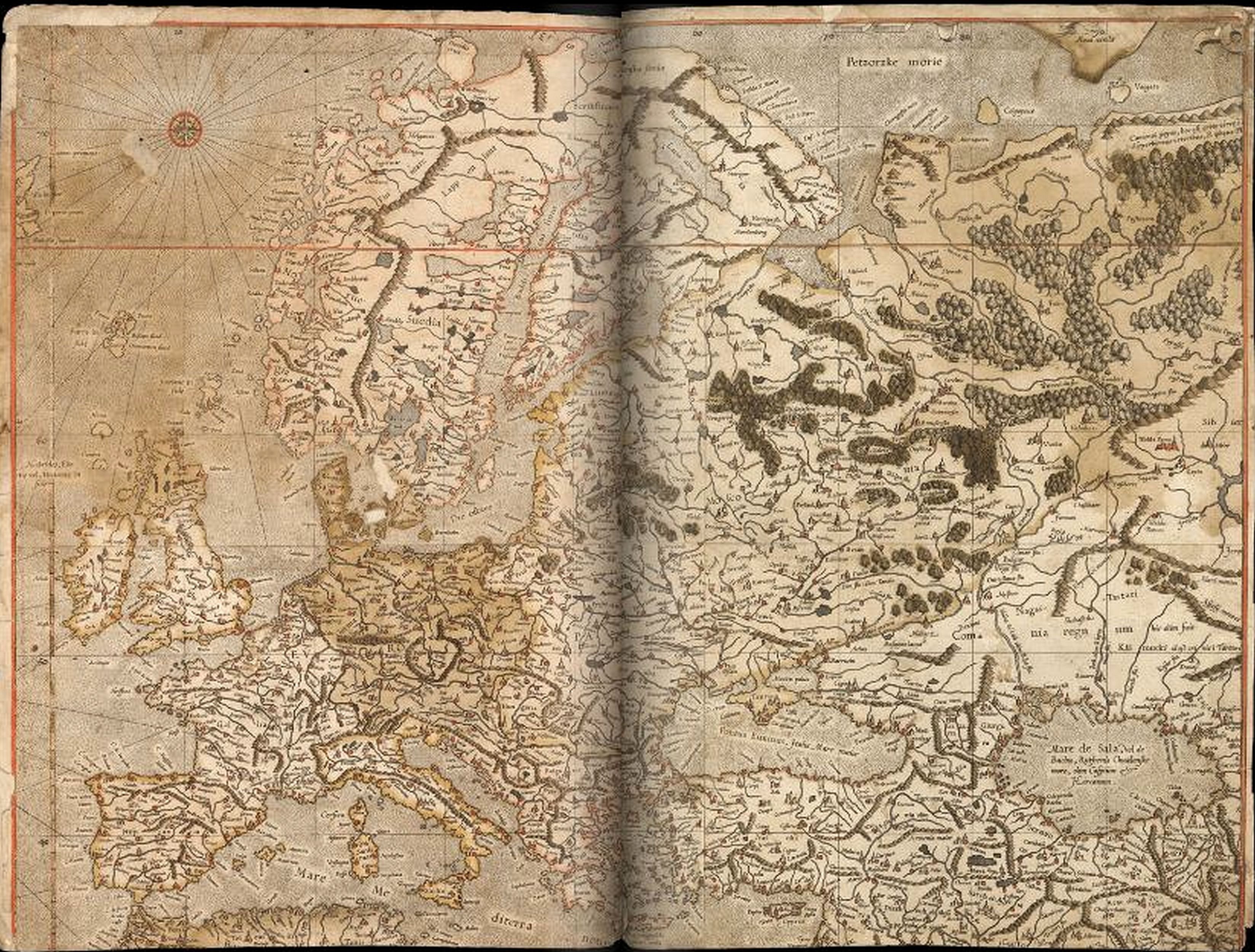
Kaart van Europa door Mercator

Europa is de bakermat van de westerse cultuur en heeft een grote rol gespeeld in de wereldgeschiedenis. De beschaving in Europa heeft zich sinds lang ontwikkeld en werd beïnvloed door oudere beschavingen in Mesopotamië en in Egypte. De Romeinse en Griekse culturen hebben de geschiedenis van het continent bepaald. Na de val van het Romeinse Rijk volgden de middeleeuwen. De ontwikkeling van de beschaving van Europa versnelde zich in de renaissance. In de geschiedenis is Europa het toneel geweest van grote en vernietigende oorlogen die zowel landelijke als stedelijke gebieden hebben verwoest. Hoewel Europa ooit bestond uit enorme multi-etnische imperia en koninkrijken, verdeelden de succesvolle nationalistische opstanden (vooral in de 19e eeuw) het continent in tientallen soevereine natiestaten. De politieke fragmentatie leidde tot de economische concurrentie en politieke geschillen tussen staten. Ondanks of juist dankzij dat slaagden de Europese landen erin om een groot deel van de wereld te koloniseren en werden buiten Europa in gebieden waar kolonisten de meerderheid gingen vormen, westerse staten gesticht.

### Moderne geschiedenis
Het nationalisme werd in de loop van de 19e eeuw steeds sterker, hetgeen de rivaliteit tussen de natiestaten verscherpte en de stabiliteit van het nog steeds multi-etnische Oostenrijks-Hongaarse rijk ondermijnde. Dit leidde in 1914 tot een ongekende catastrofe: de Eerste Wereldoorlog, waarbij de positie van het in 1870 verenigde Duitsland de hoofdkwestie was. Bij de wapenstilstand in 1918 waren er miljoenen soldaten gesneuveld en waren er drie rijken ten val gekomen: het tweede Duitse Keizerrijk, tsaristisch Rusland en Oostenrijk-Hongarije, maar ontstond er geen nieuwe stabiele machtsverhouding. De Tweede Wereldoorlog liet niet lang op zich wachten. Die begon in 1939 met een ongekende opmars van Duitse troepen in Centraal- en West-Europa, de Balkan en Noord-Afrika, en vanaf juni 1941 over een breed front in de Sovjet-Unie. Deze oorlog leidde vooral in de oostelijke helft van Europa tot een veel grotere slachtpartij dan de Eerste Wereldoorlog. In december 1941 werd het een echte wereldoorlog toen Japan, een bondgenoot van nazi-Duitsland, Amerika aanviel in Pearl Harbor en de koloniën van Europese mogendheden in Oost-Azië onder de voet liep. Nazi-Duitsland verklaarde daarop ook de oorlog aan Amerika, niet alleen vanwege het bondgenootschap met Japan, maar ook omdat Amerika al materiële steun verleende aan de Britten, die sinds juni 1940 in militair opzicht vrijwel alleen hadden doorgestreden tegen Duitsland. Daarmee was voor Duitsland weer een tweefrontenoorlog ontstaan, die het in de Eerste Wereldoorlog al fataal was geworden. Eind 1942, begin 1943 keerde het tij tegen Duitsland en zijn bondgenoten, die de Asmogendheden werden genoemd. Met de totale nederlaag in mei 1945 van nazi-Duitsland en de opdeling ervan in vier bezettingszones, die in 1949 twee staten zouden vormen (West-Duitsland en de DDR), was het probleem van de Duitse hegemonie in Europa weliswaar opgelost, maar Europa was vanaf 1945 grotendeels verdeeld in twee ideologische blokken, Oost-Europa, dat door de Sovjet-Unie werd overheerst, en West-Europa, dat aan de Verenigde Staten was gelieerd.
De nog bestaande koloniale mogendheden (het Verenigd Koninkrijk, Frankrijk en Nederland) waren uitgeput en zouden in de 20 jaar daarna vrijwel al hun koloniën en veel van hun wereldwijde invloed verliezen. De Koude Oorlog brak al spoedig na de Tweede Wereldoorlog uit, met de Verenigde Staten van Amerika en de Sovjet-Unie als hoofdrolspelers. De ideologische blokken werden gescheiden door het zogenaamde IJzeren Gordijn, waardoor er betrekkelijk weinig uitwisseling van personen en goederen mogelijk was. Bovendien deden de Oost-Europese regimes hun best hun eigen bevolking af te schermen van westerse media en emigratie naar het Westen te bemoeilijken. De NAVO en het Warschaupact waren de twee militaire allianties die wereldwijd en vooral in Europa een afschrikkingsbalans in stand hielden. In de derde wereld werd gewedijverd om politieke, economische en militaire invloed. Het onderling wantrouwen tussen de Sovjet-Unie en de eveneens communistische Volksrepubliek China was hierin een complicerende factor. Amerika speelde hierop in door vanaf 1972 toenadering te zoeken tot de Volksrepubliek China, al was de door de Koude Oorlog bepaalde Vietnamoorlog nog in volle gang. De spanningen als gevolg van de Koude Oorlog werden in de jaren 1970 minder, gemarkeerd door de Helsinki-akkoorden in 1975 en door de Strategic Arms Limitation Talks, in het kader waarvan in 1972 en 1979 twee verdragen werden getekend tussen Amerika en de Sovjet-Unie. Het is tekenend voor de positie van Europa dat Europese landen in die verdragen geen rol speelden, hoewel die ook hun veiligheid betroffen. Alleen de Britten en de Fransen hadden hun eigen betrekkelijk kleine nucleaire afschrikkingsmachten, die zij buiten deze verdragen hielden.
In West-Europa vormden zich vanaf 1952 de Europese Gemeenschap voor Kolen en Staal (EGKS), de Europese Economische Gemeenschap (EEG), en de Europese Gemeenschap voor Atoomenergie (EURATOM). De in 1958 opgerichte EEG heet sinds 1993 de Europese Unie (EU) en heeft sindsdien een behoorlijke uitbreiding doorgemaakt, met name in het oosten van Europa. Deze Europese samenwerking werd in essentie gemotiveerd door het streven naar stabiele vreedzame verhoudingen in Europa, al waren er ook economische voordelen aan verbonden. Tegenwoordig wordt het vanzelfsprekend gevonden dat de grote Europese landen als Frankrijk, Duitsland en het Verenigd Koninkrijk elkaar niet meer militair bedreigen en staan financieel-economische kwesties het hoogst op de agenda.
Vanaf 1989 begon het Oostblok vrij onverwacht in te storten. In 1989 viel de Berlijnse Muur, in 1990 werd de DDR opgeheven en werden Oost-Duitsland en West-Duitsland herenigd; in 1991 viel de Sovjet-Unie zelf uiteen en verloren de communistische regimes vrijwel overal de macht. Alleen in het van de Sovjet-Unie afgesplitste Wit-Rusland is nog veel van het Sovjetregime bewaard gebleven. Er ontstond een totaal nieuwe politieke en geostrategische situatie. Het Warschaupact werd opgeheven, evenals de Oost-Europese economische organisatie Comecon en de meeste postcommunistische landen (behalve de Russische Federatie en Oekraïne) wilden niets liever dan zo snel mogelijk lid worden van de EU en de NAVO. De meeste voormalige bondgenoten van de Sovjet-Unie zijn nu lid van de NAVO, en zelfs drie van haar voormalige kleine deelrepublieken: Estland, Letland en Litouwen (= de Baltische staten). De westerse landen die sinds de Tweede Wereldoorlog of eerder militair neutraal waren gebleven, bleven neutraal: Zwitserland, Oostenrijk, Zweden en Finland. De drie laatstgenoemden werden wel lid van de EU.
In 1995 bestond de EU uit 15 landen, in 2004 kwamen er tien lidstaten bij, en in 2007 nogmaals twee, in 2013 is Kroatië na het in 2004 toegetreden Slovenië het tweede land uit voormalig Joegoslavië dat toegetreden is tot de Europese Unie. Kroatië is hiermee de achtentwintigste lidstaat. Albanië, Montenegro, Noord-Macedonië, Servië zitten in de toetredingsfase, terwijl de onderhandelingen met Turkije feitelijk stil staan. In 2020 verliet het Verenigd Koninkrijk de EU als eerste land in het bestaan van de EU. IJsland deed een aanvraag voor lidmaatschap, maar trok deze in 2015 in.
Sinds de Rozenrevolutie in Georgië (2003) en de Oranjerevolutie in Oekraïne (2004) is er in deze landen sprake van een prowesterse oriëntatie, die op den duur wat hen betreft zou kunnen resulteren in een lidmaatschap van de EU. Na de grote uitbreiding in 2004 formaliseerde de EU het Europees Nabuurschapsbeleid, en begon het aan de nieuwe oostflank met het Oostelijk Partnerschap dat ten doel had zes landen van de voormalige Sovjet-Unie meer bij de EU te betrekken. De deelnemende landen konden opteren voor trajecten naar een associatieverdrag en visumvrij reizen, waaraan democratiseringshervormingen gekoppeld werden. Uiteindelijk bleken Georgië, Moldavië en Oekraïne het meest geïnteresseerd hierin en werden klaargestoomd voor een associatie- en vrijhandelsverdrag. De Oekraïense president Viktor Janoekovytsj besloot vlak voor ondertekening in najaar 2013 hiervan af te zien, wat de Maidan-revolutie ontketende.
Na de Russische annexatie van de Krim en de invasie in de Oost-Oekraïne ondertekende Oekraïne tegelijkertijd met Moldavië en Georgië in juni 2014 alsnog het associatieverdrag. De drie landen trokken in de daaropvolgende jaren gezamenlijk op, en vroegen in 2021 nog als het 'Geassocieerde Trio' een perspectief op EU-lidmaatschap, wat hen geweigerd werd. De Russische invasie van Oekraïne in 2022 veranderde echter de tijdgeest in de EU. De drie landen vroegen na een initiatief van Oekraïne in maart 2022 het EU kandidaat-lidmaatschap aan. Zowel Oekraïne als Moldavië kregen de kandidaatstatus voor toetreding tot de EU, maar Georgië werd in de wachtkamer gezet en moest eerst aan extra voorwaarden voldoen. De wachtrij tot de EU loopt daarmee op, en verschillende lidstaten trappen op de rem bij de daadwerkelijke uitbreiding.
Dit komt onder meer door een zekere uitbreidingsmoeheid, vanwege:
- bestuurstechnische problemen van de integratie;
- verschil van mening over de bestaansreden van de EU (moet het een politiek blok worden dat zich profileert tegenover andere mogendheden, met name de Verenigde Staten, maar ook de opkomende mogendheden China en India, of moet de nadruk liggen op onderlinge economische samenwerking?)
- bezorgdheid over verlies aan relatief gewicht bij de bestaande lidstaten.

In 2005 werd een Europees Grondwettelijk verdrag dat de uitgebreide EU van een werkbare structuur moest voorzien, waar jaren aan gewerkt was, voorgesteld. Het werd echter verworpen bij referenda in Frankrijk en Nederland. Aangezien er unanimiteit van de lidstaten voor nodig was, moest er wat anders bedacht worden. Dat kwam er ook, in de vorm van het Verdrag van Lissabon, dat op 1 december 2009 in werking trad. Hierbij was Ierland een obstakel: het verdrag werd bij een eerste referendum afgewezen, pas na wijziging werd het bij een tweede referendum goedgekeurd. Andere lidstaten hielden geen referendum.

## Etymologie
In de oude Griekse mythologie, was Europa een Fenicische prinses die door Zeus, in de gedaante van een hemelstier, werd ontvoerd en naar het eiland Kreta werd meegenomen, waar zij haar zoon Minos baarde. Voor Homerus was Europa (Oudgrieks: Εὐρώπη) een mythologische koningin van Kreta, echter geen geografische benaming, en omdat zij een Fenicische prinses was, kon volgens de Griekse geschiedschrijver Herodotus deze mythe niet de oorsprong van de naam van het continent Europa zijn.
Tegenwoordig wordt ervan uitgegaan dat de naam Europa een geografische oorsprong heeft: in de oudste tijden was Europa in het gebied van Boeotië tot aan Macedonië de naam van een aardgodin en kwam deze naam daar ook als plaats- en riviernaam voor. Nadat eerst het noordelijke deel van Griekenland met de Europe werd aangeduid, werd dit vervolgens de naam voor het hele vasteland van Griekenland en uiteindelijk voor het hele Europese vasteland zoals dat door de Hellespont en de Bosporus van Azië en door de straat van Gibraltar van Afrika gescheiden was.
De term Europa wordt over het algemeen afgeleid uit de Griekse woorden die breed (eurys) en gezicht (ops) betekenen. Een minderheid, echter, ziet een Semitische of Fenicische oorsprong, afgeleid van het Semitische woord erebu dat zonsondergang betekent of het Fenicische woord ereb dat avond betekent. Vanuit het Midden-Oosten als gezichtspunt gaat de zon onder in Europa: het land in het westen, het zogenoemde avondland.

## Landen en gebieden

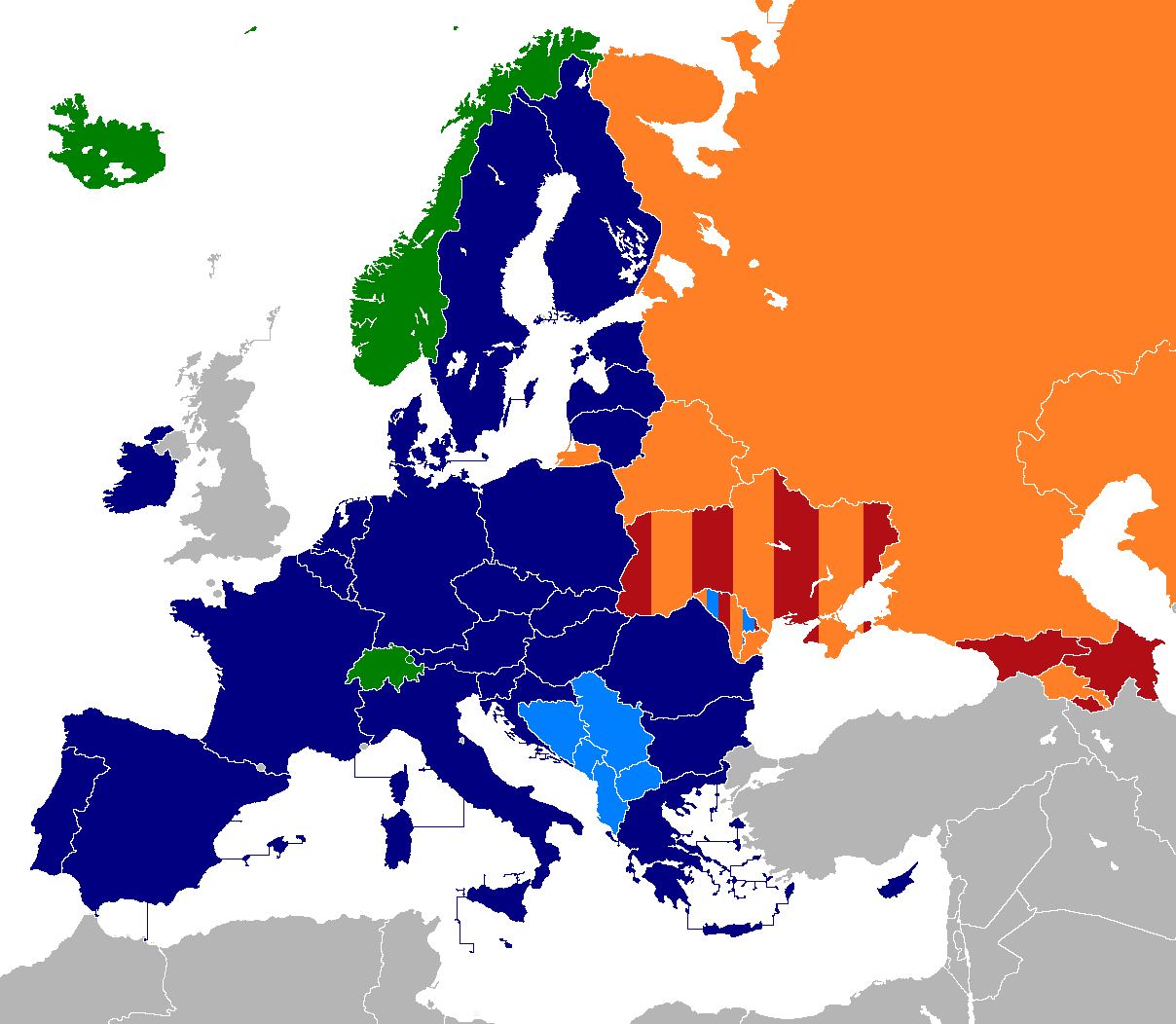
De Europese Unie
Europese Vrijhandelsassociatie
Centraal-Europese Vrijhandelsassociatie
Vrijhandelsgebied van het Gemenebest van Onafhankelijke Staten
Organisatie voor Democratie en Economische Ontwikkeling (GUAM)

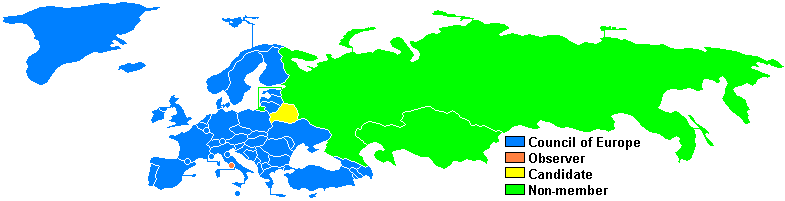
De Raad van Europa

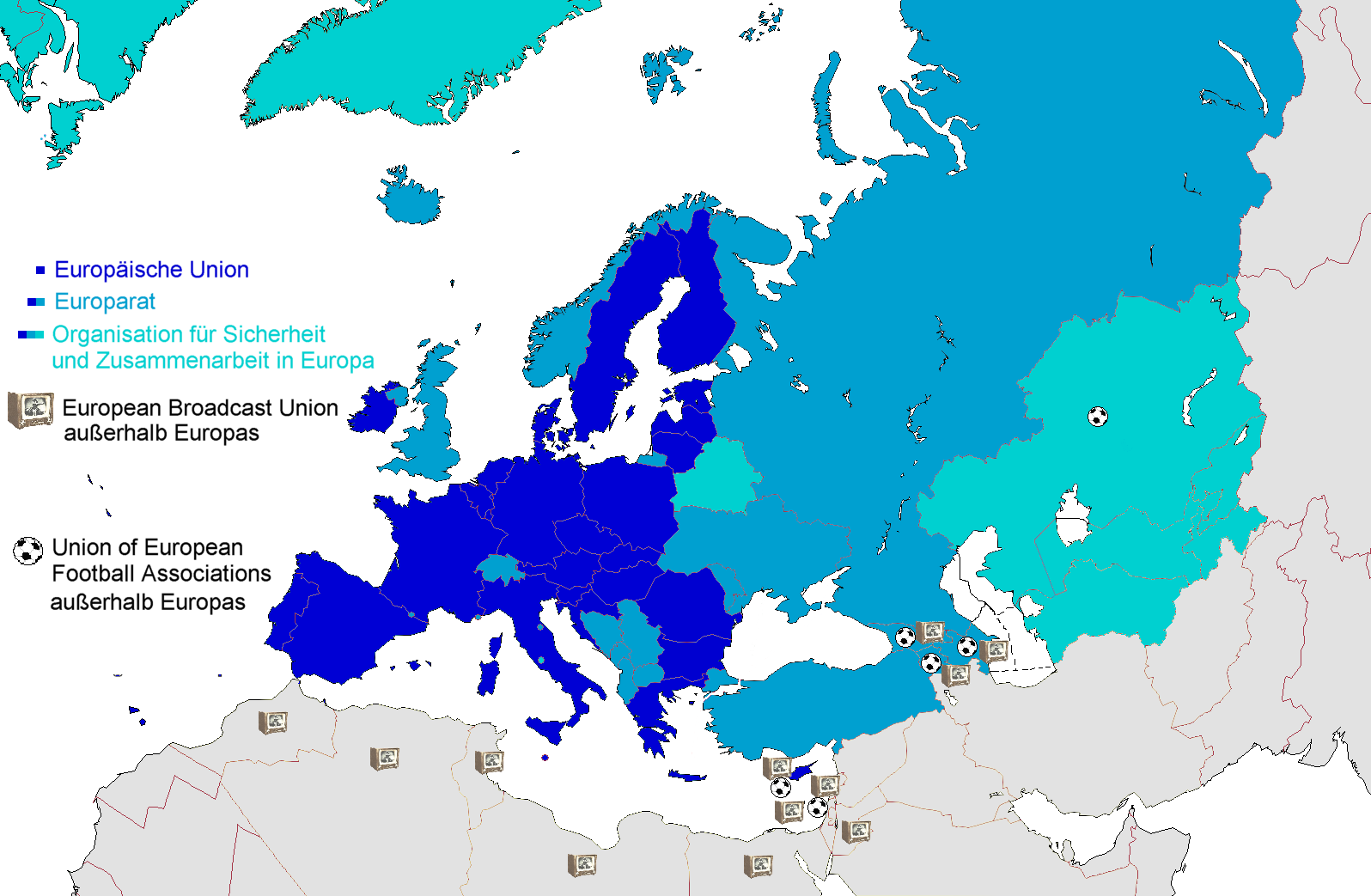
De Europese Unie
De Raad van Europa
De Organisatie voor Veiligheid en Samenwerking in Europa

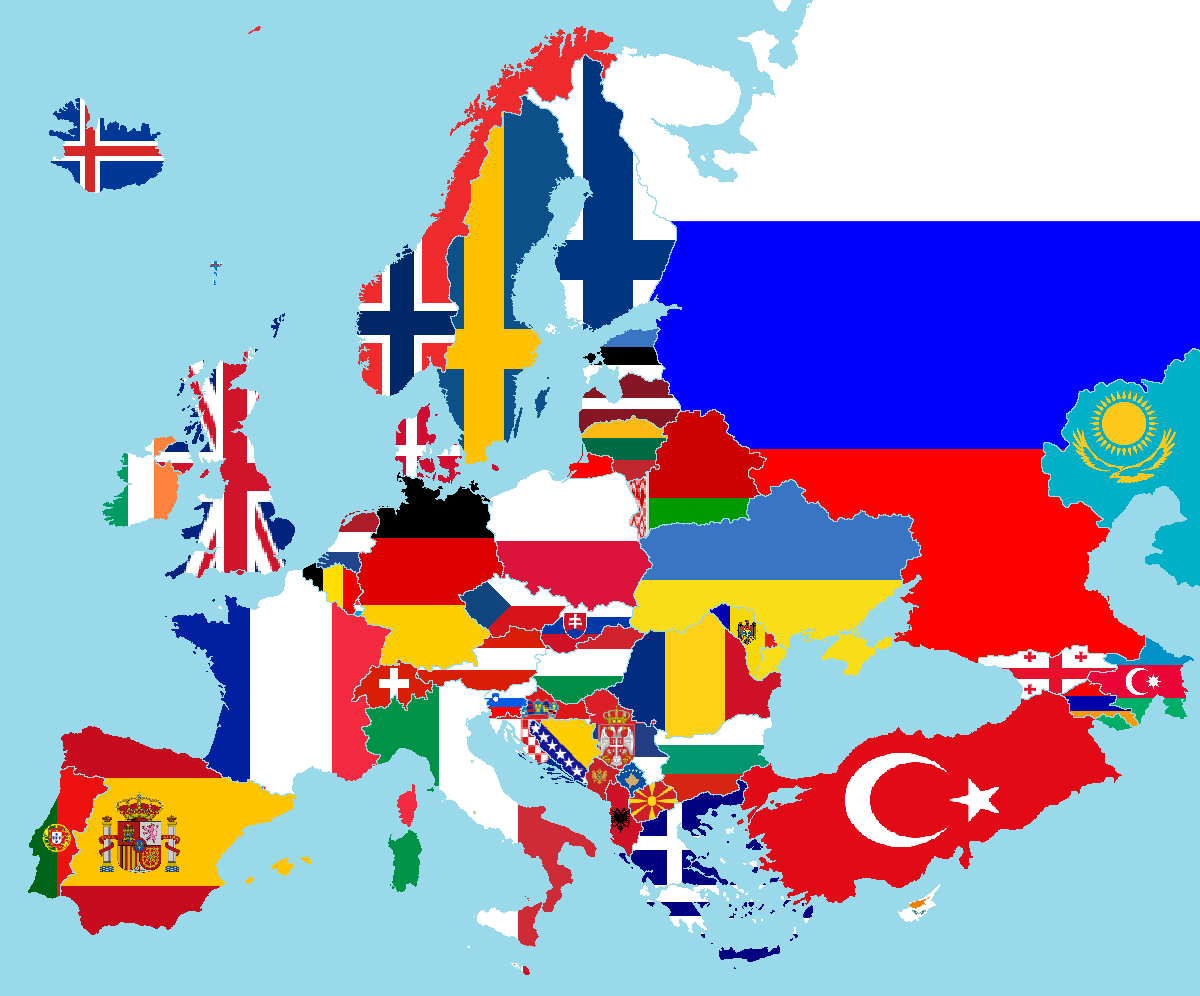
Vlaggen van Europa

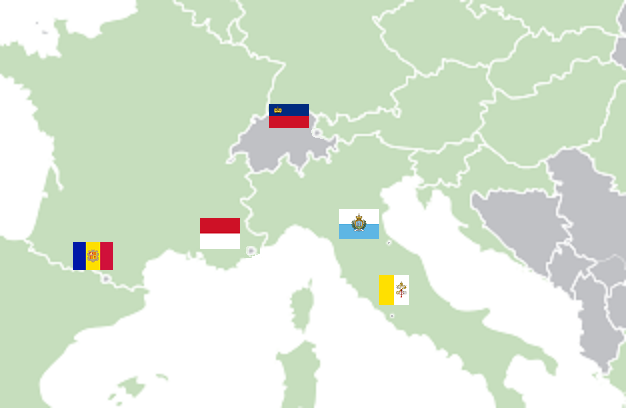
Dwergstaten, grenzend aan de Europese Unie

Tot Europa behoren geografisch gezien de volgende gebieden:

### Onafhankelijke landen
- Albanië
- Andorra
- Azerbeidzjan (het deel ten noorden van de waterscheiding van de Grote Kaukasus)
- België
- Bosnië en Herzegovina
- Bulgarije
- Denemarken (uitgezonderd Groenland (Noord-Amerika))
- Duitsland
- Estland
- Finland
- Frankrijk (uitgezonderd de integraal van Frankrijk deel uitmakende gebieden Frans-Guyana (Zuid-Amerika), Réunion (Afrika), Martinique (Noord-Amerika), Mayotte (Afrika) en Guadeloupe (Noord-Amerika))
- Georgië (het deel ten noorden van de waterscheiding van de Grote Kaukasus)
- Griekenland
- Hongarije
- Ierland
- IJsland (IJsland ligt op zowel het Europees als het Noord-Amerikaans continentaal plat, maar wordt gewoonlijk geheel tot Europa gerekend)
- Italië
- Kazachstan (het gedeelte ten westen van de rivier de Oeral)
- Kroatië
- Letland
- Liechtenstein
- Litouwen
- Luxemburg
- Malta
- Moldavië
- Monaco
- Montenegro
- Nederland (uitgezonderd de BES-eilanden, die tot de Caraïben gerekend worden)
- Noord-Macedonië
- Noorwegen
- Oekraïne
- Oostenrijk
- Polen
- Portugal (uitgezonderd Madeira, dat tot Afrika wordt gerekend, en een deel van de Azoren die op het grensgebied liggen van Afrika, Europa en Noord-Amerika – Zie hiervoor de Mid-Atlantische Rug)
- Roemenië
- Rusland (het gedeelte ten westen van de Oeral)
- San Marino
- Servië
- Slovenië
- Slowakije
- Spanje (uitgezonderd de Canarische Eilanden en de exclaves Ceuta en Melilla, die geografisch deel uitmaken van Afrika)
- Tsjechië
- Turkije (het gedeelte ten westen en ten noorden van de Bosporus, de Zee van Marmara en de Dardanellen)
- Vaticaanstad
- Verenigd Koninkrijk
- Wit-Rusland
- Zweden
- Zwitserland

Politiek gezien worden de volgende landen wel eens bij Europa gerekend, hoewel ze geografisch bij Azië of Noord-Amerika gelegen zijn:
- Armenië
- Cyprus

Opmerking:
- Armenië, Azerbeidzjan, Cyprus, Georgië, Kazachstan, Rusland en Turkije kunnen staatkundig gezien zowel tot Azië als tot Europa worden gerekend. Op Armenië en Cyprus na liggen deze landen gedeeltelijk in het ene en gedeeltelijk in het andere werelddeel. Armenië en Cyprus liggen weliswaar in Azië, maar worden om cultuurhistorische en politieke redenen, in samenhang met het gegeven dat ze dicht bij Europa liggen, ook tot Europa gerekend.

### De factoonafhankelijke landen
De onderstaande landen zijn de facto afgescheiden. Dat wil zeggen dat deze landen eenzijdig de onafhankelijkheid hebben uitgeroepen en dat de landen in de praktijk zeggenschap hebben over (het grootste deel van) hun grondgebied. De mate van werkelijke onafhankelijk verschilt. In een aantal gevallen is er sprake van een feitelijke bezettingsmacht van een derde mogendheid en kan worden beschouwd als satellietstaat. De internationale gemeenschap heeft de onafhankelijkheid van deze landen echter niet of slechts deels erkend.
- Abchazië (in het werelddeel Azië gelegen; formeel onderdeel van Georgië, maar onder Russische controle)
- Kosovo (door ruim de helft van de landen in de wereld erkend)
- Transnistrië (formeel onderdeel van Moldavië)
- Turkse Republiek Noord-Cyprus (in het werelddeel Azië gelegen; formeel onderdeel van Cyprus, maar onder Turkse controle)
- Zuid-Ossetië (in het werelddeel Azië gelegen; formeel onderdeel van Georgië, maar onder Russische controle)

### Niet-onafhankelijke gebieden
- Åland
- Faeröer
- Gibraltar
- Guernsey (inclusief Alderney en Sark)
- Jersey
- Man
- Spitsbergen

### Autonome gebieden
- Italiaanse autonome gebieden
- Spaanse autonome gebieden
- Russische autonome gebieden
- Krimrepubliek
- Adzjarië (in het werelddeel Azië gelegen)
- Gagaoezië